# Aksel Sandemose
Aksel Sandemose (tên lúc sinh Axel Nielsen;19 tháng 3 năm 1899 – 6 tháng 8 năm 1965) là một nhà văn Đan Mạch - Na Uy.

## Tiểu sử
Axel Nielsen sinh ra tại Nykøbing Mors trên đảo Mors ở Đan Mạch. Cha mẹ anh là Jørgen Nielsen (1859 191928) và Amalie Jacobsdatter (1861 Phản1926). Cha ông là một chủ nhà máy. Ông là con út thứ hai trong số chín người con. Ông đã theo học Staby vinterlærerskole 1915-1916. Mẹ ông là người gốc Sandermosen tại Maridalen ở Aker, Na Uy. Ông đổi họ của mình thành Sandemose vào năm 1921.

## Tác phẩm
- 1923 Fortællinger fra Labrador
- 1924 Ungdomssynd
- 1924 Mænd fra Atlanten
- 1924 Storme ved jævndøgn
- 1927 Klabavtermanden
- 1928 Ross Dane
- 1931 En sjømann går i land
- 1932 Klabautermannen
- 1933 En flyktning krysser sitt spor
- 1936 Vi pynter oss med horn
- 1939 September
- 1945 Tjærehandleren
- 1946 Det svundne er en drøm
- 1949 Alice Atkinson og hennes elskere
- 1950 En palmegrønn øy
- 1958 Varulven
- 1960 Murene rundt Jeriko
- 1961 Felicias bryllup
- 1963 Mytteriet på barken Zuidersee